# ماجنا غراسيا

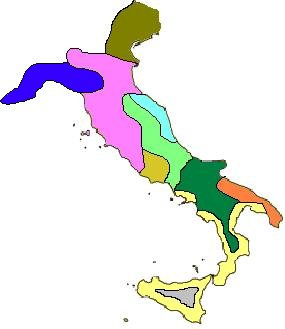
المجموعات ضمن شبه الجزيرة الإيطالية.
ليغوريون
فينيتيون
إتروسكان
بيتشينيون
أومبريون
لاتينيون
سامنيت
ميسابيون
إغريق

ماجنا غراسيا أو (اليونان الكبرى) هو إسم أصطلح عليه المؤرخون وأهل ذلك الزمان للقرى اليونانية في جنوب إيطالية، في المناطق الإيطالية الحالية مثل قلورية (كالابريا) وبولية وبزلكاتة وقنبانية وصقلية؛ كانت هذه المناطق مأهولة على نطاق واسع من قبل المستوطنين اليونانيين بدءًا من القرن الثامن قبل الميلاد.
نمت المستوطنات في هذا الإقليم إلى دويلات مدن قوية مستقلة (بوليس)، بعد أن أسستها في البداية حواضرها (المدن الأم). وقد جلب المستوطنون معهم حضارتهم الهيلينية، وطوروا حضارتهم الخاصة على أعلى مستوى، بسبب بعدهم عن الوطن الأم وتأثير السكان الأصليين في جنوب إيطاليا مما ترك بصمة دائمة على إيطاليا (كما هو الحال في ثقافة روما القديمة). كما أثروا أيضًا على الشعوب الأصلية، مثل السيكوليين والإينوتريون، الذين أصبحوا هيلينيين بعد أن تبنوا الثقافة اليونانية باعتبارها ثقافة خاصة بهم. وفي بعض المجالات تجاوزوا أحيانًا البلد الأم، مثل الهندسة وبناء وتخطيط المدن. ويُطلق على السكان القدماء في ماجنا غراسيا اسم الإيطاليوت والسيكليوت.
يمكن رؤية بقايا بعض هذه المدن اليونانية اليوم، مثل نيابوليس («المدينة الجديدة»، الآن نابُل)، سيراكوساي (سرقوسة)، وأكراغاس (جرجنت)، وتاراس (طارنت)، ريجيون (رية قلورية)، وكروتون (كروتوني). وكانت المدينة الأكثر اكتظاظًا بالسكان في ماجنا جراسيا هي سيباريس (سيباري الآن) ويقدر عدد سكانها، من 600 قبل الميلاد حتى 510 قبل الميلاد، بين 300.000 و500.000 نسمة.
كانت حكومة دول المدن عادة أرستقراطية وكانت المدن في كثير من الأحيان في حالة حرب مع بعضها البعض.
وضعت الحرب البونيقية الثانية حدًا لاستقلال مدن ماجنا غراسيا التي جرى ضمها إلى الجمهورية الرومانية عام 205 قبل الميلاد.
أثر الفن والأدب والفلسفة من الوطن الأم اليونان بشكل حاسم على حياة المستعمرات. وفي ماجنا جراسيا جرى إعطاء الكثير من الزخم للثقافة، خاصة في بعض المدن مثل تاراس (طارنت الآن). ومن الجدير بالذكر أن الفخار اليوناني القديم من جنوب إيطاليا قد صُنع في ماجنا غراسيا إلى حد كبير خلال القرن الرابع قبل الميلاد. وحقق مستوطنو ماجنا غراسيا نجاحات كبيرة في الألعاب الأولمبية القديمة في وطنهم. وفاز رياضيو كروتوني بنحو 18 لقبًا في 25 دورة أولمبية. وعلى الرغم من أن العديد من السكان اليونانيين في ماجنا غراسيا كانوا من اللاتينيين بالكامل خلال العصور الوسطى، إلا أن جيوبًا من الثقافة واللغة اليونانية ظلت موجودة حتى يومنا هذا. وأحد الأمثلة على ذلك هو الشعب الجيوروكي في كالابريا (بوفيسيا) وسالنتو (غريسا سالنتينا)، ولا يزال بعضهم يحتفظ بلغتهم اليونانية (اللهجة الجيوروكية) وعاداتهم. واللهجة الجيوروكية هي آخر أثر حي للعناصر اليونانية التي شكلت ماجنا جراسيا.

## المصطلح
التعبير اليوناني الأصلي Megalē Hellás (حرفيًا: «اليونان العظمى»)، تُرجم لاحقًا إلى اللاتينية باسم ماجنا غراسيا، وجرى توثيقه لأول مرة في مقطع من القرن الثاني قبل الميلاد بواسطة المؤرخ اليوناني بوليبيوس (مكتوب نحو 150 قبل الميلاد)، حيث أرجع هذا المصطلح إلى فيثاغورس ومدرسته الفلسفية.
يستخدم المؤلفون القدماء «ماجنا غراسيا» للإشارة إلى أجزاء مختلفة من جنوب إيطاليا، بما في ذلك صقلية أو دونها، مثل سترابو وتيتوس ليفيوس، كونهما أبرز المدافعين عن التعريفات الأوسع. وقد استخدم سترابو هذا المصطلح للإشارة إلى الأراضي التي غزاها اليونانيون.
هناك فرضيات مختلفة حول أصل اسم Megalē Hellás. ويمكن تفسير هذا المصطلح بالازدهار والروعة الثقافية والاقتصادية للمنطقة (القرن السادس حتى الخامس قبل الميلاد)؛ لا سيما من قبل الآخيين في مدينة كروتون، للإشارة إلى شبكة المستعمرات التي أسسوها أو سيطروا عليها بين نهاية القرن السادس ومنتصف القرن الخامس في زمن الفيثاغوريين.

## السياق
كانت هناك عدة أسباب دفعت اليونانيين إلى إنشاء مستعمرات في الخارج؛ كالأزمات الديموغرافية (المجاعة والاكتظاظ وما إلى ذلك)، والحروب الأهلية، والحاجة المتزايدة إلى منافذ وموانئ تجارية جديدة، والطرد من وطنهم بعد الحروب.
خلال الفترة القديمة نما عدد السكان اليونانيين بما يتجاوز قدرة الأراضي الصالحة للزراعة المحدودة في اليونان، مما أدى إلى إنشاء مستعمرات على نطاق واسع في أماكن أخرى: وفقًا لأحد التقديرات زاد عدد سكان المنطقة الآخذة في الاتساع للمستوطنة اليونانية عشرة أضعاف تقريبًا من عام 800 قبل الميلاد حتى عام 400 قبل الميلاد، من عدد 800.000 إلى ما بين سبعة ملايين ونصف حتى عشرة ملايين. ولم يكن هذا من أجل التجارة فحسب بل من أجل تأسيس المستوطنات أيضًا. لم تكن هذه المستعمرات اليونانية، كما كانت المستعمرات الرومانية، تعتمد على مدنها الأم، ولكنها كانت دول مدن مستقلة في حد ذاتها.
والسبب الآخر هو النمو الاقتصادي القوي وما يترتب على ذلك من زيادة سكانية في الوطن الأم. ولم تكن التضاريس التي كانت توجد بها بعض دول المدن اليونانية قادرة على دعم مدينة كبيرة. وكانت السياسة أيضًا أحد الأسباب، حيث كان اللاجئون من دول المدن اليونانية يميلون إلى الاستقرار بعيدًا عن هذه المدن في المستعمرات.
استقر اليونانيون خارج اليونان بطريقتين مختلفتين، الأولى كانت في المستوطنات الدائمة التي أسسها اليونانيون وتشكلت كدول مستقلة. أما الشكل الثاني فكان فيما يشير إليه المؤرخون باسم إمبوريا، وهي المراكز التجارية التي كان يشغلها كل من اليونانيين وغير اليونانيين والتي كانت تهتم في المقام الأول بتصنيع البضائع وبيعها. وتوجد أمثلة على الإمبوريا من المستوطنات في الميناء في الشرق وإسكيا في الغرب.
منذ نحو عام 750 قبل الميلاد بدأ اليونانيون فترة 250 عامًا من التوسع، حيث أقاموا مستعمرات في كل الاتجاهات.

## التاريخ

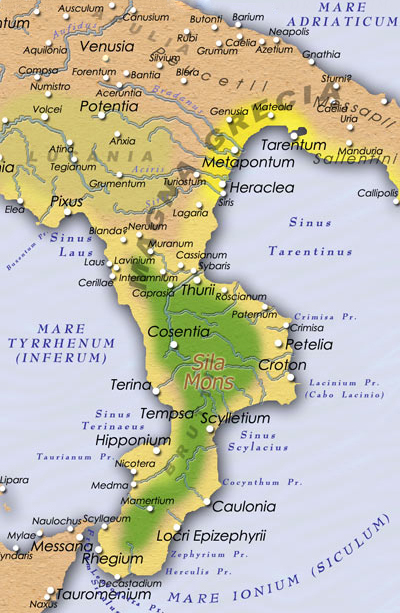
ماغنا غراسيا 280 قبل الميلاد

### الاستيطان اليوناني
وفقًا لكتاب سترابو جيوغرافيكا، كان استيطان ماجنا جراسيا قد بدأ بالفعل بحلول وقت حرب طروادة واستمر لعدة قرون.
بدأ اليونانيون بالاستيطان في جنوب إيطاليا في القرن الثامن قبل الميلاد. وكانت أول موجة هجرة كبيرة لهم من قبل سكان جزيرة وابية الذين استهدفوا خليج نابولي (بيثيكوساي، كوماي) ومضيق مسينة (زانكل، رية قلورية). تعتبر بيثيكوساي في جزيرة إسكيا أقدم مستوطنة يونانية في إيطاليا، وكوماي هي أول مستعمرة لهم في البر الرئيسي لإيطاليا.
ركزت الموجة الثانية من الآخيين في البداية على الساحل الأيوني قبل وقت قصير من عام 720 قبل الميلاد (ميتابونتيون، وبوسيدونيا، وسيباريس، وكروتوني). وفي تاريخ غير معروف بين القرنين الثامن والسادس قبل الميلاد أسس الأثينيون من أصول أيونية مدينة سكيليتيوم (بالقرب من قطنصار الحالية (كتنزارو)).
مع الاستيطان بدأ تصدير الثقافة اليونانية إلى إيطاليا بلهجاتها من اللغة اليونانية القديمة، وطقوسها الدينية، وتقاليدها في بوليس المستقلة. وسرعان ما تطورت حضارة هيلينية أصلية، وتفاعلت فيما بعد مع الحضارات الإيطاليقية الأصلية. وكانت أهم عملية ثقافية هي المجموعة الكلسيدية/الكومائية للأبجدية اليونانية، والتي اعتمدها الأتروريون؛ وتطورت الأبجدية الإيطاليقية القديمة لاحقًا إلى الأبجدية اللاتينية، والتي أصبحت الأبجدية الأكثر استخدامًا في العالم.

#### الاستيطان الثانوي
مع مرور الوقت وبسبب الاكتظاظ السكاني وأسباب سياسية وتجارية أخرى، وسعت المدن الجديدة وجودها في إيطاليا من خلال تأسيس مدن يونانية أخرى؛ وتوسيع الحضارة اليونانية بشكل فعال إلى كامل الأراضي المعروفة اليوم باسم ماجنا غراسيا.
يمكن رؤية بقايا بعض هذه المدن اليونانية اليوم، مثل نيابوليس («المدينة الجديدة»، الآن نابولي)، سيراكوساي (سرقوسة)، وأكراغاس (جرجنت)، وتاراس (طارنت)، ريجيون (رية قلورية).
نفذت سرقوسة برنامجًا استيطانيًا مكثفًا، في وقت طغيان ديونيسيوس الأول ملك سرقوسة، نحو 387-385 قبل الميلاد. وقد أثرت هذه الظاهرة على ساحل البحر الأدرياتيكي بأكمله، وأدت على وجه الخصوص إلى تأسيس أنكون (أنكونة الآن) وأدريا في إيطاليا؛ وفي الساحل الدلماسي تأسست إيسا (فيس الحالية)، وفاروس (ستاري غراد)، وديموس (هفار)؛ كما تأسست ليسوس (الآن ليجه) على الساحل الألباني. ثم أسست إيسا بدورها مدينة تراغوريوم (الآن تروغير)، وكورسيرا ميلينا (الآن كورتشولا) وإيبتيوم (الآن ستوبريج، إحدى ضواحي سبليت).